# Jeanne Barbillion
Jeanne Marie Louise Barbillion, née le 12 octobre 1895 à Paris 14e où elle est morte le 8 janvier 1992, est une pianiste, violoniste, et compositrice française. 

## Biographie
Jeanne Barbillion (parfois orthographié Jeanne Barbillon) suit les cours de la Schola Cantorum de Paris dès l'âge de 8 ans. Elle est l'élève de Vincent d'Indy (qui la surnommait « le Caméléon ») qui lui donne des cours d'orchestration, Armand Parent et Berthe Duranton.
À la fin des années 1910, elle se produit comme violoniste aux côtés de Vincent d'Indy dans des pièces de Nicola Porpora, Franz Schubert et Vincent d'Indy.
Dans les années 1920, elle crée le quatuor Barbillion, en collaboration avec Denise Vidaillet, Edwige Bergeron, Madeleine Portier, et Marcel Vernet,. Pour son quatuor, elle compose et crée plusieurs de ses œuvres (La tristesse de Pan, 13 mars 1926, par exemple).
Dans les années 1940, Jeanne Barbillion enseigne la musique de chambre à l’École César-Franck.
En 1972, elle participe à une journée en hommage à Charles Fourier, pour laquelle elle compose un Hymne sylvestre, pour chœur mixte et mezzo-soprano, des Scènes champêtres pour piano à quatre mains, et En forêt pour piano à quatre mains.
En 1926, elle habite avenue de l'Observatoire. Elle est décorée en 1939 du titre d'Officier d'académie (Palmes académiques).

## Distinctions
- Officier d'académie (1939)

## Œuvre
- 1926. Provence. Deux pièces, pour piano (éd. Maurice Senart)
- 1926. Sonate en ré majeur, pour violon et piano (éd. Maurice Senart). En concert à la Salle des agriculteurs en juin 1925[12], au Salon d'automne de septembre 1925[13], et en concert à la TSF en juin 1927[14]
- 1928. Trio, pour piano, violon et violoncelle (éd. Fortin)
- 1930. Sonate synthétique, pour violoncelle et piano (éditions Fortin, 1934)
- 1936. Quatuor à cordes, pour deux violons, alto et violoncelle
- 1972. Hymne sylvestre, pour chœur mixte et mezzo-soprano (partition disponible sur la-colonie.org[15])
- 1972. Scènes champêtres, 6 pièces pour enfants (« Sur la route », « Aux champs », « Le ruisseau », « À la ferme », « L’orage », « Le retour »), pour piano à quatre mains
- 1972. En forêt (« Jeux », « Soir », « Départ matinal », « Sieste »), pour piano à quatre mains
- Aurore, pour chœur d'hommes
- Automne, pour chant et piano
- Chorale et pastorale en rondeau, pour ondes Martenot, orgue et cordes
- Cortège funèbre, pour cor anglais et orchestre à cordes
- Dédicace, pour soprano, chœur de femmes et piano
- Deux mouvements symphoniques, pour orchestre
- Étude symphonique, pour orchestre
- Hymne dorienne, pour alto et harpe chromatique
- Ile de France, pour flute et piano
- Impression maritime, pour piano (éditions Fortin, 1930)
- Jeanne d'Arc à Rouen, pour solistes, chœur et orchestre
- Cadence pour le Concerto pour violon de Beethoven
- La tristesse de Pan, pour baryton, flute, harpe et (?)
- Les Érinnyes, pour soprano, ténor et orchestre
- Les mouches, pour chœur de femmes
- La noce, nocturne, pour chant et piano. En concert à la TSF, le 26 juin 1927[14],[16]
- Poème d'été, pour flute, hautbois, violoncelle, basson et piano
- Poème, pour violoncelle et piano
- Provence, pour piano
- Quatuor avec piano, pour violon, alto, violoncelle et piano
- Quintette à vent
- Sonate, pour piano
- Trio avec piano, pour violon, violoncelle et piano. Prix Marmontel, 1928[17],[18]
- Variations sur des vieux Noëls, pour quatuor à cordes et orgue. Création le 25 décembre 1935 par Maurice Duruflé[19]

## Enregistrements
- Provence, deux pièces pour piano de Jeanne Barbillion, par Marie-Catherine Girod (piano), Regards de femmes, Mirare, 2021[20].
- Quatuor no 2 de Vincent d'Indy, par le Quatuor Barbillion. Gramophone W 507 à 509, 1923[6]
- Sonate synthétique, pour violoncelle et piano, par Viviane Spanoghe et Jan Michiels.

## Captations vidéo
- 2020. Sonate pour violon et piano, par Francis Paraïso[21]